# Шоколадна паста

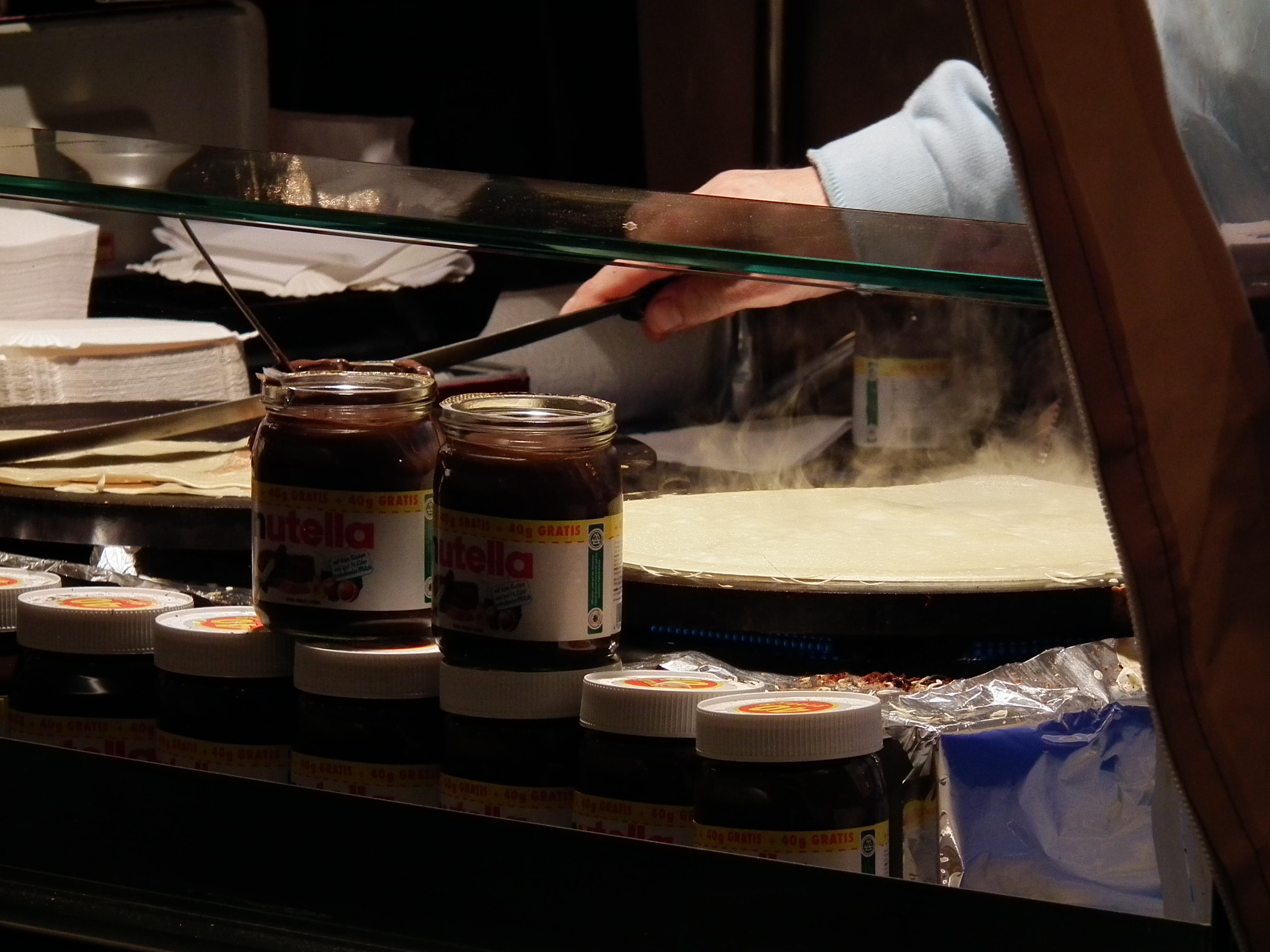
Використання шоколадної пасти в кулінарії

Шоколадна паста — кондитерський виріб, що виготовляється з шоколаду і масла, майже завжди з додаванням мелених горіхів, що має густу, однорідну консистенцію. Шоколадна паста з лісовими горіхами називається джандуя.
Колір — насичено коричневий, запах солодкий, консистенція туга. Паста не повинна литися, текти або кришитися. В даному десерті масова частка какао-продуктів повинна бути не нижче 12 %. Шоколадна паста без хімічних інгредієнтів зберігається до 6 місяців. Фасується в пластмасові або скляні ємності (банки), об'ємом від 20 до 500 мл. Закривається фольгою, а потім закочується кришкою.
Джандуйо — фірмові ласощі Турини XIX століття. Поширенню шоколадної пасти з горіховою складової в середині XX століття сприяло зростання цін на какао-боби і податків на шоколад після Другої світової війни. Творець найбільш відомою шоколадно-горіхової пасти Nutella — кондитер П'єтро Ферреро. Стверджується, що винайшов він цей десерт випадково, намагаючись придумати, як можна продати шоколадні цукерки які розтанули і втратили форму. Рішення полягало в тому, щоб намазати шоколадно-горіхову цукеркову масу на білий хліб.
В Італії на шоколадній пасті спеціалізується концерн «Ферреро», у Німеччині — концерн «Швартау». В Україні виробництвом шоколадної пасти, як окремого продукту, займаюсьбся невеликі кондитерські.
Шоколадна паста використовується не тільки як одиночна страва (намазується на білий хліб), але і включається до складу складних — тортів, тістечок, бісквітів, млинців, морозива.